# Bathelium feei
Bathelium feei är en lavart som först beskrevs av Meissn., och fick sitt nu gällande namn av Aptroot. Bathelium feei ingår i släktet Bathelium och familjen Trypetheliaceae.   Inga underarter finns listade i Catalogue of Life.